# The Future (álbum de From Ashes to New)
The Future —en español: El Futuro— es el segundo álbum de la banda estadounidense de nu metal From Ashes to New, publicado por la compañía discográfica Better Noise Records el 20 de abril de 2018. Es el primer álbum de estudio de la banda tras la salida del vocalista principal Chris Musser y el baterista Tim D'Onofrio, presentando a Danny Case y Mat Madiro como los nuevos vocalista y baterista. Los sencillos promocionales del álbum, "Crazy" y "Broken", se lanzaron antes del lanzamiento oficial.

## Lista de canciones
| N.º   | Título           | Duración |  |
| 1.    | «Wake Up»        | 3:50     |  |
| 2.    | «Crazy»          | 3:05     |  |
| 3.    | «My Name»        | 3:43     |  |
| 4.    | «Gone Forever»   | 3:54     |  |
| 5.    | «Broken»         | 3:20     |  |
| 6.    | «Forgotten»      | 3:50     |  |
| 7.    | «Enemy»          | 3:16     |  |
| 8.    | «Nowhere to Run» | 3:34     |  |
| 9.    | «Let Go»         | 3:54     |  |
| 10.   | «On My Own»      | 3:22     |  |
| 11.   | «The Future»     | 3:45     |  |
| 39:38 |                  |          |  |

## Créditos
| - Matt Brandyberry - rap, sintetizador, guitarra rítmica, bajo - Danny Case- voz principal - Lance Dowdle - guitarra líder, coros - Mat Madiro - batería |